# Cabaret Voltaire
Cabaret Voltaire je bila post punk industrialna in elektronska skupina iz Sheffielda, Anglija. Sestavljali so jo Richard H. Kirk, Stephen Mallinder in Chris Watson. Do leta 1983 so ustvarjali punk (znane skladbe so Extended Play, Nag Nag Nag, Three Mantras And 3 Crepsule Tracks), po tem letu pa so se z albumom The Crackdown podali v vode elektronske plesne glasbe. 